# Meligethinae
Sous-famille
Les Meligethinae sont une sous-famille d'insectes coléoptères de la famille des Nitidulidae.

## Genres rencontrés en Europe
- Brassicogethes Audisio & Cline, 2009
- Meligethes Stephens, 1830
- Meligethinus Grouvelle, 1906
- Pria Stephens, 1829

## Liste des genres
Selon BioLib (22 octobre 2018) :
- Acanthogethes Reitter, 1871
- Afrogethes Audisio & Cline, 2009
- Anthystrix Kirejtshuk, 1984
- Astylogethes Kirejtshuk, 1992
- Boragogethes Audisio & Cline, 2009
- Brassicogethes Audisio & Cline, 2009
- Chromogethes Kirejtshuk, 1989
- Clypeogethes Scholz, 1932
- Cornutopria Endrödy-Younga, 1978
- Cryptarchopria Jelínek, 1975
- Cyclogethes Kirejtshuk, 1979
- Fabogethes Audisio & Cline, 2009
- Genistogethes Audisio & Cline, 2009
- Lamiogethes Audisio & Cline, 2009
- Lechanteuria Endrödy-Younga, 1978
- Meligethes Stephens, 1830
- Meligethinus Grouvelle, 1906
- Microporum Waterhouse, 1876
- Paleogethes Audisio & Cline, 2009
- Palmopria Endrödy-Younga, 1978
- Pria Stephens, 1830
- Rubiogethes Audisio & Cline, 2009
- Sagittogethes Audisio & Cline, 2009
- Stachygethes Audisio & Cline, 2009
- Thymogethes Audisio & Cline, 2009
- Xerogethes Audisio & Cline, 2009

## Systématique
Le nom valide complet (avec auteur) de ce taxon est Meligethinae Thomson, 1859.